# Các cuộc phản đối của học sinh Chile năm 2006
Các cuộc phản đối của học sinh năm 2006 tại Chile (cũng được gọi là Cách mạng chim cánh cụt hay Cuộc tuần hành chim cánh cụt, do đồng phục của sinh viên) là một loạt các cuộc phản đối tiếng nói sinh viên được các học sinh trung học khắp Chile tiến hành cuối tháng 4 đến đầu tháng 6 năm 2006. Các cuộc phản đối đã lên đến đỉnh điểm vào ngày 30 tháng 5 khi 790.000 học sinh đã tham gia vào các cuộc biểu tình và tuần hành khắp đất nước này, trở thành cuộc biểu tình của học sinh lớn nhất Chile trong 3 thập kỷ qua và là cuộc khủng hoảng chính trị của chính quyền tổng thống Michelle Bachelet.
Trong số các yêu sách ngắn hạn mà học sinh đưa ra là: vé xe buýt miễn phí và bỏ phí thi vào đại học, còn yêu sách dài hạn là xóa bỏ Luật Hiến pháp Cơ bản về giáo dục, chấm dứt sự thành thị hóa giáo dục được trợ cấp (municipalization of subsidized education), một cuộc cải tổ chính sách ngày đến trường toàn thời gian và chất lượng giáo dục cho mọi người.
Ngày 1 tháng 6, Bachelet đã có bài nói chuyện trên truyền hình với cả nước, thông báo các biện pháp mới cho giáo dục thỏa mãn các yêu sách của sinh viên. Ngày 7 tháng 6, tổng thống đã công bố một ủy ban tư vấn tổng thống gồm 73 thành viên – và tổng thống Bachelet đã có diễn văn của mình thảo luận về yêu sách lâu dài của họ và có 6 ghế trong hội đồng dành cho họ. Ban đầu lưỡng lự tham gia vào ủy ban nhưng ngày 9 tháng 6, hội đồng học sinh đã chấp nhận lời mời và kêu gọi chấm dứt ngay biểu tình và tiếp quản trường học.
Ngày 23 tháng 8, khoảng 2000 học sinh tuần hành ở Santiago và các thành phố khác của quốc gia này để phản đối tốc độ đổi mới chậm. Cuộc tuần hành cuối cùng đã chuyển sang bạo động khi một nhóm nhỏ từ bỏ biểu tình hòa bình và bắt đầu ném đá vào cảnh sát. Cảnh sát đáp trả bằng hơi cay và súng bắn nước. Hơn 200 người biểu tình đã bị bắt giữ và hàng chục người khác đã bị thương.